# WWE Royal Rumble (2016)
Der 29. WWE Royal Rumble 2016 war eine Wrestling-Veranstaltung der WWE, die als Pay-per-View und auf dem WWE Network ausgestrahlt wurde. Sie fand am 24. Januar 2016 im Amway Center in Orlando, Florida, Vereinigte Staaten als erste Großveranstaltung der WWE im Jahr 2016 statt. Es war die 29. Austragung des Royal Rumble seit 1988. Die Veranstaltung fand zum ersten Mal im Amway Center, zum zweiten Mal nach 1990 in Orlando und zum fünften Mal nach 1990, 1991, 1995 und 2006 in Florida statt.

## Hintergrund
Im Vorfeld der Veranstaltung wurden sechs Matches angesetzt, davon eines für die Pre-Show. Diese resultierten aus den Storylines, die in den Wochen vor dem Royal Rumble bei Raw und SmackDown, den wöchentlichen Shows der WWE, gezeigt wurden. Als Hauptkampf wurde ein traditionelles Royal-Rumble-Match, eine 30-Mann-Battle-Royal, in dem zum zweiten Mal nach 1992 auch der höchste Titel der Liga, die WWE World Heavyweight Championship, ausgefochten wurde, angesetzt.

## Ergebnisse

### Übersicht
| Matchart                                                                         |                                     |      | | Zeit  |
| -------------------------------------------------------------------------------- | ----------------------------------- | ---- | --- | ----- |
| Fatal-4-Way-Tag-Team-Match um einen Platz im Royal-Rumble-Match (Pre-Show-Match) | Jack Swagger & Mark Henry           | bes. | Damien Sandow & Darren Young, The Ascension (Konnor & Viktor) und The Dudley Boyz (Bubba Ray Dudley & D-Von Dudley) | 08:00 |
| Last-Man-Standing-Match um die WWE Intercontinental Championship                 | Dean Ambrose (C)                    | bes. | Kevin Owens | 20:22 |
| Tag-Team-Match um die WWE Tag Team Championship                                  | The New Day (Big E & Kofi Kingston) | bes. | The Usos (Jey Uso & Jimmy Uso)                                                                                      | 10:52 |
| Singles-Match um die WWE United States Championship                              | Kalisto                             | bes. | Alberto Del Rio (C)                                                                                                 | 11:31 |
| Singles-Match um die WWE Divas Championship                                      | Charlotte (C)                       | bes. | Becky Lynch | 11:40 |
| 30-Mann-Royal-Rumble-Match um die WWE World Heavyweight Championship             | Triple H                            | bes. | Dean Ambrose, Roman Reigns (C) und 27 weitere                                                                       | 61:42 |

### Royal-Rumble-Match
| #  | Name            | Eliminiert als | Eliminiert durch                            | Zeit im Ring | Eliminierungen |
| -- | --------------- | -------------- | ------------------------------------------- | ------------ | -------------- |
| 01 | Roman Reigns    | 28.            | Triple H                                    | 59:48        | 05             |
| 02 | Rusev           | 01.            | Roman Reigns                                | 01:30        | 0              |
| 03 | AJ Styles       | 11.            | Kevin Owens                                 | 28:58        | 02             |
| 04 | Tyler Breeze    | 02.            | AJ Styles und Roman Reigns                  | 01:18        | 0              |
| 05 | Curtis Axel     | 03.            | AJ Styles                                   | 01:30        | 0              |
| 06 | Chris Jericho   | 26.            | Dean Ambrose                                | 51:20        | 01             |
| 07 | Kane            | 09.            | Braun Strowman                              | 19:07        | 01             |
| 08 | Goldust         | 04.            | Titus O’Neil                                | 06:18        | 0              |
| 09 | Ryback          | 08.            | Big Show                                    | 12:37        | 0              |
| 10 | Kofi Kingston   | 06.            | Chris Jericho                               | 08:26        | 0              |
| 11 | Titus O’Neil    | 07.            | Big Show                                    | 09:06        | 0              |
| 12 | R-Truth         | 05.            | Kane                                        | 00:59        | 0              |
| 13 | Luke Harper     | 19.            | Brock Lesnar                                | 24:16        | 03             |
| 14 | Stardust        | 14.            | Luke Harper                                 | 14:12        | 0              |
| 15 | Big Show        | 10.            | Braun Strowman                              | 04:58        | 02             |
| 16 | Neville         | 13.            | Luke Harper                                 | 10:17        | 0              |
| 17 | Braun Strowman  | 20.            | Brock Lesnar                                | 18:01        | 05             |
| 18 | Kevin Owens     | 12.            | Sami Zayn                                   | 04:58        | 01             |
| 19 | Dean Ambrose    | 29.            | Triple H                                    | 29:57        | 01             |
| 20 | Sami Zayn       | 16.            | Braun Strowman                              | 04:55        | 01             |
| 21 | Erick Rowan     | 17.            | Brock Lesnar                                | 04:35        | 02             |
| 22 | Mark Henry      | 15.            | Braun Strowman, Erick Rowan und Luke Harper | 00:47        | 0              |
| 23 | Brock Lesnar    | 21.            | Braun Strowman, Erick Rowan und Luke Harper | 09:31        | 04             |
| 24 | Jack Swagger    | 18.            | Brock Lesnar                                | 00:15        | 0              |
| 25 | The Miz         | 22.            | Roman Reigns                                | 08:55        | 0              |
| 26 | Alberto Del Rio | 23.            | Roman Reigns                                | 07:02        | 0              |
| 27 | Bray Wyatt      | 25.            | Sheamus und Triple H                        | 11:25        | 0              |
| 28 | Dolph Ziggler   | 24.            | Triple H                                    | 07:10        | 0              |
| 29 | Sheamus         | 27.            | Roman Reigns                                | 08:46        | 01             |
| 30 | Triple H        | 0–             | Sieger                                      | 09:03        | 04             |